# Église Saint-Gaëtan de Vieux-Goa
L’église Saint-Gaëtan (en portugais : Igreja de São Caetano), dont le nom official était ‘Église Notre-Dame de la Divine Providence’, est un imposant édifice religieux catholique sis à Vieux-Goa, en Inde. Construite, pour les pères théatins à partir de 1655, en même temps que leur couvent qui lui est joint, l’église perdit son importance lorsque les Théatins quittèrent Goa (1835) et la capitale du territoire fut transférée à Panjim. Les offices liturgiques n’y sont plus que rarement célébrés. 
L'église est l'une des Églises et couvents de Goa, un site et groupe de monuments classés en 1986 au patrimoine mondial de l'Unesco.  

## Histoire
Les 'Clercs réguliers de la Divine Providence', communément appelés ‘Pères théatins’, sont envoyés par le pape Urbain VIII pour l’évangéliser le royaume de Golconda, en Inde du Sud. Ils arrivent à Goa en 1640, sous la direction de leur supérieur Pietro di Avitabili. Comme ils ne reçoivent pas l’autorisation d’entrer en Golconde ils s’établissent dans la ville principale de l’empire colonial portugais en Inde, appelé aujourd’hui ‘Vieux Goa’. 
En 1655, par lettre royale (22 mars 1655) les pères obtiennent un site pour y construire leur église et couvent, à condition de faire un serment d’allégeance au roi de Portugal. Cette permission leur avait été refusée en 1643 par le Vice-roi Joao da Silva Telo Menezes car ils n’étaient pas citoyens portugais.
L’église est construite dans ce qui était le domaine du palais d'Ismail Adil Shah (en), le souverain vaincu par Afonso de Albuquerque en 1510. Un de ses portails d’entrée est encore visible, près de l’ancien couvent théatin.
Comme les autres religieux les Théatins durent quitter Goa en 1835, expulsés par le gouvernement portugais, en réaction à la décision du Saint-Siège de créer en Inde des ‘vicariats apostoliques’ échappant au contrôle du Padroado portugais. La capitale de la colonie portugaise étant déplacée peu après vers la nouvelle ville de Panjim, l’église perd son importance et les bâtiments sont laissés quasi à l’abandon.
En 1962, après une rénovation complète des bâtiments avec construction d’une aile supplémentaire l’ancien couvent des Théatins, à gauche de l’église, fut rouvert comme ‘Institut pastoral Saint-Pie X’ de l’archidiocèse de Goa.
La fête annuelle de saint Cajetan, le 7 août, y était célébrée avec grande pompe. Aujourd’hui cette fête est remplacée par celle de saint Pie X, le 21 août.

## Description
Architecturalement construite en croix (presque) grecque l’édifice a une longueur de 37 mètres et largeur de 25. Il est de style Renaissance. 
L’autel principal, déplacé vers le centre de l’édifice à la suite de la réforme liturgique introduite par le concile Vatican II, se trouve à la croisée du transept sur une dalle recouvrant un puits creusé pour recueillir les eaux souterraines qui minaient la stabilité du bâtiment. Il fut consacré par le nonce apostolique en Inde, James R. Knox, en 1963.
Une crypte sous le sanctuaire servait de reposoir aux corps embaumés des gouverneurs, vice-rois et autres autorités portugaises an attente de leur transfert au Portugal. Quatre corps s’y trouvaient encore lorsqu’en décembre 1961 Goa fut ‘libéré’ par les troupes indiennes. En 1996 ils furent transférés au cimetière de l’église Sainte-Inez à Panjim.